# Dispersão de nêutrons

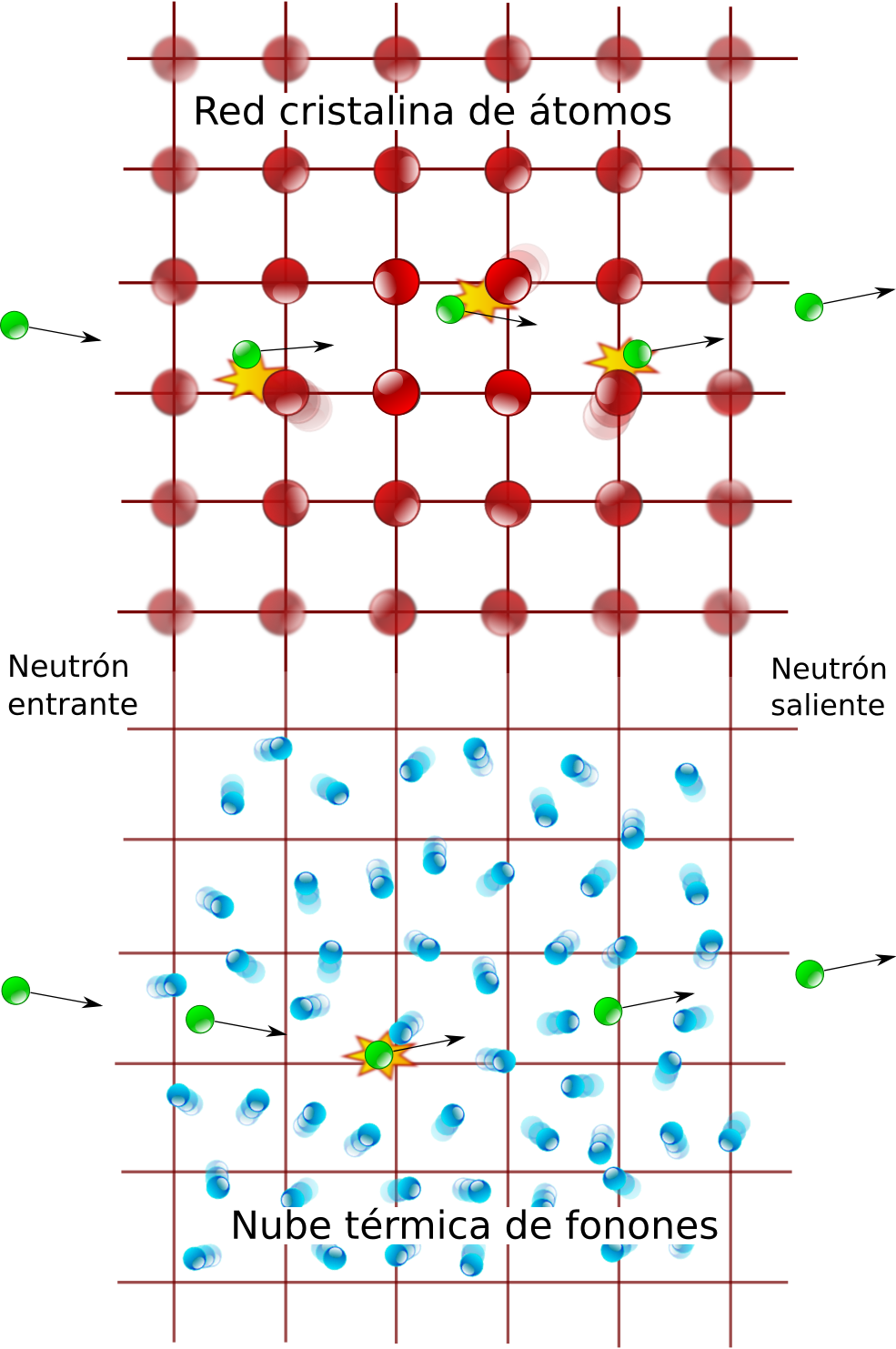

Dispersão de nêutrons é um processo de dispersão em que um feixe de nêutrons interage com a matéria. A análise dos nêutrons após a interação permite obter informações sobre a matéria.

## Técnicas
- Difração de nêutrons
  - Dispersão de nêutrons de ângulo pequeno
  - Reflectometria de nêutrons
- Dispersão de nêutrons não elástica
  - Espectometria de eixo tríplo de nêutrons
  - Dispersão de nêutrons de tempo de voo
  - Dispersão de nêutrons reversa
  - Eco de giro de nêutron